# Jerzy Gotowała
Jerzy Stefan Gotowała (ur. 9 czerwca 1941 w Rozwadowie) – generał broni Wojska Polskiego, pilot wojskowy I klasy, profesor doktor habilitowany historii wojskowości, dowódca Wojsk Lotniczych i Obrony Powietrznej (1990-1995).

## Życiorys
Urodził się w rodzinie Stefana (1910-1978) i Heleny z Kropidłowskich (1912-1996). W 1955 roku ukończył szkołę podstawową w Szczawnie-Zdroju. W 1959 roku zdał egzamin maturalny w liceum ogólnokształcącym w Wałbrzychu. W Aeroklubie Jeleniogórskim przeszedł kurs spadochronowy, w Ligocie Dolnej odbył szkolenie szybowcowe. W ramach Lotniczego Przysposobienia Wojskowego w Słupsku przeszedł szkolenie samolotowe w Aeroklubie Słupskim. W 1959 roku rozpoczął naukę w Oficerskiej Szkole Lotniczej w Dęblinie, którą ukończył w 1962 roku. Otrzymał przydział do 26 pułku lotnictwa myśliwskiego w Zegrzu Pomorskim.
W 1965 roku został dowódcą klucza, w 1967 r. nawigatorem eskadry lotniczej. 1 października 1970 roku rozpoczął studia w Akademii Sztabu Generalnego Wojska Polskiego w Rembertowie. 1 września 1973 roku objął stanowisko zastępcy dowódcy do spraw szkolenia w 10 pułku lotnictwa myśliwskiego w Łasku. Z tego stanowiska odszedł w maju 1976 roku, kiedy to został mianowany dowódcą 39 pułku lotnictwa myśliwskiego w Mierzęcicach. W lipcu 1981 roku został mianowany szefem lotnictwa w 2 Korpusie Obrony Powietrznej w Bydgoszczy. W 1983 został mianowany zastępcą szefa Lotnictwa Wojsk Obrony Powietrznej Kraju w Warszawie. 16 grudnia 1985 roku objął dowództwo nad 3. Korpusem Obrony Powietrznej Kraju we Wrocławiu i sprawował tę funkcję do 1 grudnia 1987 kiedy to został szefem Sztabu Wojsk Lotniczych. 4 września 1989 zastąpił gen. dyw. pil. Tytusa Krawczyca na stanowisku dowódcy Wojsk Lotniczych. Po reorganizacji Wojsk Lotniczych i ich scaleniu z Wojskami Obrony Powietrznej Kraju 27 lipca 1990 roku został mianowany pierwszym dowódcą Wojsk Lotniczych i Obrony Powietrznej. 25 września 1995 roku został powołany na stanowisko szefa Inspektoratu Obrony Terytorialnej, zastępcę szefa Sztabu Generalnego WP. W ostatnim okresie służby był zastępcą komendanta Akademii Obrony Narodowej do spraw naukowych. W stan spoczynku przeszedł 15 maja 2001 roku.
Jest pilotem wojskowym pierwszej klasy z nalotem 2960 godzin, z tego 2410 godzin wylatał na samolotach naddźwiękowych.

## Kariera naukowa
W 1978 roku obronił w Akademii Sztabu Generalnego Wojska Polskiego pracę doktorską pt. Prowadzenie swobodnych walk powietrznych na współczesnych samolotach myśliwskich. Od 2004 prorektor do spraw naukowych w Akademii Obrony Narodowej, a wcześniej (od 27 marca 1997 roku) zastępca komendanta Akademii Obrony Narodowej. W 2001 uzyskał stopień naukowy doktora habilitowanego, na podstawie rozprawy pt. Lotnictwo w operacjach wojskowych 1914-2000. Profesor uczelniany AON. Postanowieniem Prezydenta RP z dnia 12 stycznia 2012 r. otrzymał tytuł naukowy profesora nauk humanistycznych.

## Życie prywatne
W 1965 roku poślubił Ryszardę z domu Chlebik (zmarła w 1994), ma syna Jacka i córkę Annę.

## Awanse
- podporucznik – 1962,
- porucznik – 1965,
- kapitan – 1968,
- major – 1973,
- podpułkownik – 1976,
- pułkownik – 1981,
- generał brygady – 1986,
- generał dywizji – 1989,
- generał broni – 1996.

## Publikacje
- Splątane wiraże: taktyka walk i bitew powietrznych lotnictwa myśliwskiego wczoraj, dziś i jutro (Warszawa, 1992, Wyd. Bellona, ISBN 83-11-07955-2)
- Splątane wiraże 2 (Warszawa, 1992, Wyd. Bellona, ISBN 8311086247
- Kamieniem z nieba (Warszawa, 1994, Wyd. Bellona, ISBN 83-11-08339-8)
- Już nie ujrzysz słońca (Warszawa, 1999, Wyd. Bellona, ISBN 83-11-08877-2)
- Pamięci lotników wojskowych 1945-2003 (Warszawa, 2003, Wyd. Bellona, ISBN 83-11-09730-5)
- Lotnictwo we współczesnych konfliktach zbrojnych 1945-2003 (Warszawa, 2004, Wyd. Bellona, ISBN 83-11-09722-4)
- 100 lotników stulecia (razem z Andrzejem Przedpełskim, Warszawa, 2003, Wyd. Bellona, ISBN 83-11-09551-5)
- Najkrócej żyją motyle: lotnictwo rozpoznawcze wciąż niezbędne ((Warszawa, 1996, Wyd. Bellona, ISBN 83-11-08628-1)
- Skrzydła i pamięć. Fakty-wydarzenia-ludzie lotnictwa (Wyd. Fundacja Historia i Kultura, Warszawa 2012, ISBN 978-83-11-12395-3)
- Podniebny balet. Zespoły pilotażowe polskiego lotnictwa wojskowego (Wyd. Fundacja Historia i Kultura, Warszawa 2013, ISBN 978-83-11-12863-7).

## Ordery, odznaczenia i wyróżnienia
- Krzyż Komandorski Orderu Odrodzenia Polski – 1991
- Krzyż Kawalerski Orderu Odrodzenia Polski – 1981
- Złoty Krzyż Zasługi – 1975
- Srebrny Krzyż Zasługi – 1969
- Złoty Medal „Siły Zbrojne w Służbie Ojczyzny”
- Srebrny Medal Siły Zbrojne w Służbie Ojczyzny
- Złoty Medal „Za zasługi dla obronności kraju”
- Srebrny Medal „Za zasługi dla obronności kraju”
- Brązowy Medal „Za zasługi dla obronności kraju”
- Odznaka Pilota Wojskowego
- Tytuł Honorowy i Odznaka „Zasłużony Pilot Wojskowy PRL” – 1988
- Odznaka Honorowa Gryfa Pomorskiego[8]